# Aponogeton robinsonii
Aponogeton robinsonii är en enhjärtbladig växtart som beskrevs av Aimée Antoinette Camus. Aponogeton robinsonii ingår i släktet Aponogeton och familjen Aponogetonaceae. IUCN kategoriserar arten globalt som otillräckligt studerad. Inga underarter finns listade.